# Stazione di Ponte a Elsa
La stazione di Ponte a Elsa è una stazione ferroviaria posta sulla linea Empoli-Siena. Serve la località di Ponte a Elsa, frazione del comune di Empoli.